# Dunstervillea mirabilis
Dunstervillea mirabilis – gatunek roślin z monotypowego rodzaju Dunstervillea z rodziny storczykowatych (Orchidaceae). Rośliny występują w Ameryce Południowej w Ekwadorze, Wenezueli, w Regionie Północnym w Brazylii.

## Systematyka
Gatunek sklasyfikowany do podplemienia Oncidiinae w plemieniu Cymbidieae, podrodzina epidendronowe (Epidendroideae), rodzina storczykowate (Orchidaceae), rząd szparagowce (Asparagales) w obrębie roślin jednoliściennych.